# Carlos Albarrán Sanz

Carlos Albarrán Sanz (Badalona, 15 de enero de 1994) más conocido como Carlos Albarrán, es un futbolista español que juega de lateral derecho en el Córdoba C. F. de la Segunda División de España .

## Trayectoria
Nacido en Badalona, se formó en las categorías inferiores del RCD Espanyol y en la temporada 2013-14 ascendería al filial perico de la Segunda División B de España, pero finalmente sería cedido a la UE Sant Andreu de la Tercera División de España por una temporada.
En la temporada 2014-15, tras finalizar su contrato con el RCD Espanyol, firma por la AE Prat de la Tercera División de España por dos temporadas.
En la temporada 2016-17, firma por la UE Llagostera de la Segunda División B de España.
El 15 de julio de 2017, firma por el CF Badalona de la Segunda División B de España, por dos temporadas.
El 4 de julio de 2019, firma por el Club Gimnàstic de Tarragona de la Segunda División B de España, por dos temporadas.
El 14 de agosto de 2022, firma por el Algeciras CF de la Primera RFEF. 
El 4 de julio de 2023, firma por el Córdoba CF de la Primera RFEF. En su primera temporada en el conjunto cordobés, logra el ascenso a la Segunda División de España.

## Clubes
| Club                        | País   | Año       |
| --------------------------- | ------ | --------- |
| RCD Espanyol B              | España | 2013-2014 |
| UE Sant Andreu (cedido)     | España | 2013-2014 |
| AE Prat                     | España | 2014-2016 |
| UE Llagostera               | España | 2016-2017 |
| CF Badalona                 | España | 2017-2019 |
| Club Gimnàstic de Tarragona | España | 2019-2022 |
| Algeciras CF                | España | 2022-2023 |
| Córdoba C. F.               | España | 2023-Act. |